# Бабкин, Василий Матвеевич
Василий Матвеевич Бабкин (27 декабря 1813  [8 января 1814], Санкт-Петербург — 13 [25] марта 1876, Воронеж) — русский гидрограф, исследователь побережья Приморского края.

## Биография
Родился в пригороде Санкт-Петербурга 27 декабря 1813 (8 января 1814) года в семье унтер-офицера.
В апреле 1830 года окончил Балтийское штурманское училище и был произведён из унтер-офицеров в прапорщики Корпуса флотских штурманов. До 1835 года находился в плавании на бриге «Парис» по Средиземному и Чёрному морям. В 1836 году был переведён на Балтийский флот и до 1838 года проходил службу на бригах «Палинур» и «Приам». Служил на Балтийском флоте до 1840 года.
В 1840—1853 годах под руководством Врангеля производил гидрографические работы по съёмке и промеру Балтийского моря.
Во время Крымской войны командовал транспортом «Алаид» в Кронштадте. В 1855 году был удостоен чина капитана и переведён на Дальний Восток. В 1856 году произведён в чин подполковника и назначен начальником маячной и лоцманской служб Сибирской флотилии. Одновременно возглавил морское училище в Николаевске-на-Амуре. В 1857 году стал первым заведующим маяками и лоцманской службой Сибирской флотилии. В 1859 году исполнял обязанности начальника штаба в морской экспедиции Муравьёва-Амурского. На пароходе-корвете «Америка» совершил плавание вдоль побережья Уссурийского края, в Китай и Японию. 23 марта (4 апреля) 1859 года «за отлично-усердную службу в Сибирской флотилии» награжден Св. Станислава II степени.
23 июля 1860 году на винтовой шхуне «Восток» под командованием лейтенанта П. Л. Овсянникова начал гидрографическое исследование берегов Приморья с залива Владимира до залива Америка (в настоящее время — залив Находка). Экспедицией были открыты бухты Евстафия (находящийся в бухте Евстафия мыс Кудрина был обследован экспедицией В. М. Бабкина в 1860 году и назван по фамилии участника экспедиции топографа Кудрина), Преображение, Мелководная, Святого Валентина, Успения, Козьмина, Врангеля. 
23 апреля (5 мая) 1862 года награждён орденом Святой Анны 2-й степени с императорской короной. В 1862—1863 годах руководил экспедицией на клипере «Разбойник», корветах «Новик» и «Калевала» по заливу Петра Великого. В 1863, 1865 годах Морским министерством России издало первые русские морские карты побережья Приморского края и залива Петра Великого — «Карта западного берега Японского моря от залива Святого Владимира до залива Америка», в 1868 году издан «Атлас Восточного океана». Экспедициями Василия Бабкина даны десятки картографических названий, в основном по названию кораблей Тихоокеанской эскадры и именам офицеров этих кораблей. В экспедиции принимал участие будущий контр-адмирал Русского Императорского флота Ф. Н. Желтухин.
В 1864 году был произведён в чин полковника, в 1870 году — генерал-майора. В 1875 году произведён в генерал-лейтенанты Корпуса флотских штурманов. В 1875 году уволен со службы. Умер 13 (25) марта 1876 года в Воронеже.

## Память
- Именем Василий Бабкина названы мыс в заливе Посьета[8], бухта на острове Русский[9], улица в Находке.